# لودوویکو اسکارفیوتی
لودوویکو اسکارفیوتی (انگلیسی: Ludovico Scarfiotti؛ زادهٔ ۱۸ اکتبر ۱۹۳۳ در تورین، پیمونت – درگذشتهٔ ۸ ژوئن ۱۹۶۸ در روسفلد، برشتس گادن، آلمان) رانندهٔ مسابقات اتومبیل‌رانی فرمول یک و مسابقات خودروهای اسپورت اهل ایتالیا بود. او در سال ۱۹۶۴ با تیم فراری برندهٔ مسابقات ۲۴ ساعته لمانز شد. او پس از آن در ۱۲ گراند پری از مسابقات جهانی فرمول یک، و چندین مسابقهٔ غیر قهرمانی فرمول یک شرکت کرد. اسکارفیوتی در یک مسابقهٔ فرمول یک موفق به کسب مقام اول شد و در طول مدت فعالیت خود در مسابقات فرمول یک در مجموع ۱۷ امتیاز کسب کرد. او در سال‌های ۱۹۶۲ و ۱۹۶۵ به‌عنوان بهترین رانندهٔ ایتالیا شناخته شد.

## نتایج کامل در مسابقات جهانی فرمول یک
(کلید) (مسابقاتی که به‌صورت ایتالیک نوشته شده‌اند، نشانگر سریع‌ترین دور پیست هستند)
| سال  | تیم                | شاسی         | موتور                   | ۱                | ۲          | ۳        | ۴           | ۵        | ۶        | ۷         | ۸         | ۹          | ۱۰            | ۱۱     | ۱۲    | قهرمانی رانندگان | امتیاز |
| ۱۹۶۳ | اسکودریا فراری     | فراری ۱۵۶    | فراری ۱۷۸ ۱٫۵ وی۶       | موناکو           | بلژیک ک.ک. | هلند ۶   | فرانسه ع.ش. | بریتانیا | آلمان    | ایتالیا   | آمریکا    | مکزیک      | آفریقای جنوبی |        |       | شانزدهم          | ۱      |
| ۱۹۶۴ | اسکودریا فراری     | فراری ۱۵۶    | فراری ۱۷۸ ۱٫۵ وی۶       | موناکو           | هلند       | بلژیک    | فرانسه      | بریتانیا | آلمان    | اتریش     | ایتالیا ۹ | آمریکا     | مکزیک         |        |       | ر.ن.             | ۰      |
| ۱۹۶۵ | اسکودریا فراری     | فراری ۱۵۱۲   | فراری ۲۰۷ ۱٫۵ وی۱۲      | آفریقای جنوبی    | موناکو     | بلژیک    | فرانسه      | بریتانیا | هلند     | آلمان     | ایتالیا   | آمریکا     | مکزیک ع.ش.    |        |       | ر.ن.             | ۰      |
| ۱۹۶۶ | اسکودریا فراری     | فراری ۲۴۶    | فراری ۲۲۸ ۲٫۴ وی۶       | موناکو           | بلژیک      | فرانسه   | بریتانیا    | هلند     | آلمان ب. |           |           |            |               |        |       | دهم              | ۹      |
| ۱۹۶۶ | اسکودریا فراری     | فراری ۳۱۲/۶۶ | فراری ۲۱۸ ۳٫۰ وی۱۲      |                  |            |          |             |          |          | ایتالیا ۱ | آمریکا    | مکزیک      |               |        |       | دهم              | ۹      |
| ۱۹۶۷ | اسکودریا فراری     | فراری ۳۱۲/۶۷ | فراری ۲۴۲ ۳٫۳ وی۱۲      | آفریقای جنوبی    | موناکو     | هلند ۶   | بلژیک ر.ن.  | فرانسه   | بریتانیا | آلمان     | کانادا    |            |               |        |       | بیست‌ویکم         | ۱      |
| ۱۹۶۷ | آنگلو امریکن ریسرز | ایگل تی۱جی   | وسلیک ۵۸ ۳٫۰ وی۱۲       |                  |            |          |             |          |          |           |           | ایتالیا ب. | آمریکا        | مکزیک  |       | بیست‌ویکم         | ۱      |
| ۱۹۶۸ | شرکت خودروی کوپر   | کوپر تی۸۶    | مازراتی ۱۰/اف۱ ۳٫۰ وی۱۲ | آفریقای جنوبی ب. |            |          |             |          |          |           |           |            |               |        |       | شانزدهم          | ۶      |
| ۱۹۶۸ | شرکت خودروی کوپر   | کوپر تی۸۶بی  | بی‌آرام پی۱۴۲ ۳٫۰ وی۱۲   |                  | اسپانیا ۴  | موناکو ۴ | بلژیک       | هلند     | فرانسه   | بریتانیا  | آلمان     | ایتالیا    | کانادا        | آمریکا | مکزیک | شانزدهم          | ۶      |